# امین درویش
امین درویش (عربی: أمين درويش؛ ۲۰ مارس ۱۹۴۲ – ۱۱ دسامبر ۲۰۱۱) بازیکن فوتبال اهل مصر بود.
از باشگاه‌هایی که در آن بازی کرده‌است می‌توان به باشگاه ورزشی اسماعیلی و تیم ملی فوتبال مصر اشاره کرد.
وی همچنین در بازی‌های المپیک تابستانی ۱۹۶۴ حضور داشته‌است.